# Bengt Blomdahl
Bengt Blomdahl, född 1916 i Uddevalla, död 22 oktober 1996 i Stockholm, var en svensk fackföreningsledare, till yrket stensättarhantlangare. Han var förbundsordförande i Svenska kommunalarbetareförbundet från 1973 till 1978.